# El seminarista
El seminarista es una película de drama mexicana de 1949 dirigida por Roberto Rodríguez y protagonizada por Pedro Infante, Silvia Derbez, Katy Jurado, María Eugenia Llamas, Delia Magaña y Mimí Derba.

## Argumento
Miguel es seminarista junto con su amigo Toño, van a visitar al tío de Toño quien es un mujeriego y parrandero, el cual reta a Miguel de ser poco hombre. Miguel consigue trabajo enseñando en una escuela de señoritas donde es muy asediado. Finalmente, después de muchas tentaciones, Miguel deja el sacerdocio para casarse y Toño se vuelve sacerdote. 

## Reparto
- Pedro Infante - Miguel Morales
- Silvia Derbez - Mercedes Orozco
- Katy Jurado - Chayito
- María Eugenia Llamas - Tucita
- Delia Magaña - Pita
- Mimí Derba - Madre superiora
- Fernando Soto «Mantequilla» - Toño
- Arturo Soto Rangel - Don Pancho
- Pepe del Río - Norberto
- Nicolás Rodríguez - Clérigo
- Ángel Infante - Pasajero camión